# Île Madre de Dios
Pour les articles homonymes, voir Madre de Dios.
L’île Madre de Dios, en espagnol Isla Madre de Dios, est une île inhabitée du Chili située dans la province de Última Esperanza de la région de Magallanes et de l'Antarctique chilien, dans le sud du pays. Principale île de l'archipel Madre de Dios, elle est baignée par l'océan Pacifique.
C'est une île en partie karstique qui fait l'objet des expéditions scientifiques internationales Ultima Patagonia depuis le début des années 2000. Elle est classée « Bien national protégé » par le gouvernement chilien.
Pendant environ 6 000 ans, les côtes de cette île étaient habitées par le peuple kawésqar, en voie d'extinction au début du XXIe siècle.

## Géographie

### Localisation

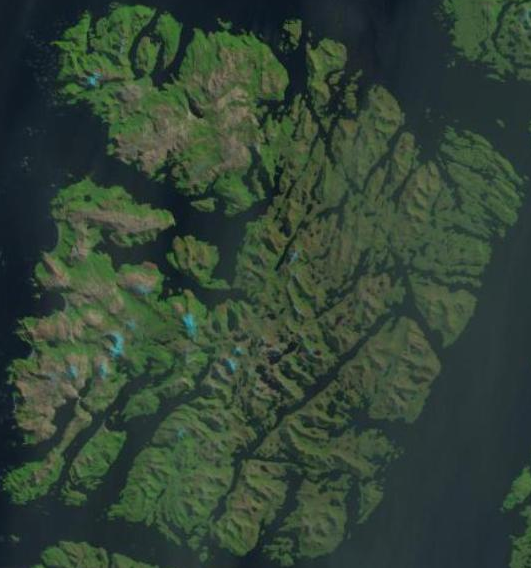
L'île Madre de Dios et ses voisines Tarlton, Guarello, Caracciolo, Anafur, etc.

L'île Madre de Dios a une superficie de 1 043 kilomètres carrés et mesure environ quarante kilomètres de long sur vingt-cinq de large. 
Elle est séparée des îles voisines par des canaux maritimes, dits « canaux patagoniens » : 
Au nord, le canal Trinidad (es) la sépare des îles principales Mornington et Wellington, ainsi que de l'île mineure Topar (ceb),
À l'est, le canal Concepción (es) la sépare de la péninsule Wilcock (ceb) et de la petite île George (ou Jorge, ou encore Jorje),
Au sud-est, l'étroit canal Grove (ceb) la sépare des îles Drummond Hay (ceb), Anafur (ceb) et Caracciolo (du nord au sud),
Au sud, le canal Ouest (es) la sépare de l'île du Duc-d'York ; des bras secondaires issus de ce même canal (seno Azul, canal Copihue, baie Corbeta Papudo, seno Contreras) la séparent des îles Tarlton et Guarello au sud-ouest.

### Topographie

L'île Madre de Dios, entourée et entaillée de nombreux fjords et bras de mer.

L'île Madre de Dios est entaillée par de profondes vallées largement envahies par la mer, semblable à des fjords, appelées seno (« bras de mer ») en espagnol. 
Le plus grand de ces fjords, appelé seno Barros Luco, contient l'île Ramón (ceb). Au fond de ce fjord, l'association franco-chilienne Centre Terre a prévu en 2017 la construction d'une base scientifique pour faciliter l'exploration de la région.

### Géologie
L'île Madre de Dios est issue de très anciens atolls coralliens édifiés à la fin de l'ère primaire sur des monts volcaniques sous-marins. Ils ont subi la subduction qui fait s'enfoncer la plaque pacifique sous le continent sud-américain. Cette zone dite « prisme d'accrétion » a connu des phases tectoniques successives séparées par des périodes de latence. Elle a été comprimée et faillée, puis affectée par un épisode magmatique au Crétacé, enfin par la surrection des Andes depuis le Miocène[réf. souhaitée]. 
Lors de la dernière glaciation, Madre de Dios était recouverte par une épaisseur de glace de plus de 400 mètres, dont émergeaient de rares nunataks. La fonte mondiale des glaces, survenue entre −18 000 et −10 000 ans, entraîna une remontée de tous les océans de la planète de 120 mètres ce qui, en particulier, fragmenta la Patagonie chilienne en milliers d'îles[réf. souhaitée]. 
Des anciennes surfaces calcaires concernées ne subsistent aujourd'hui que des karsts situés sur quatre îles seulement : Madre de Dios (la plus grande) et deux îles contiguës, Tarlton et Guarello, ainsi que l'île Diego de Almagro, située un degré plus au sud. Ce sont les karsts situés le plus au sud de la planète. La zone concernée de Madre de Dios est sa moitié ouest (soit 500 kilomètres carrés) située face à l'océan. Les photos satellites permettent de distinguer cette zone calcaire plus brillante.
L'influence des glaciers sur la partie sud-ouest de l'île Madre de Dios, a été étudiée, d'un point de vue géomorphologique et spéléologique, à la suite des explorations réalisées en 2000, 2006, et 2008 par les membres de l'association Centre Terre.

### Climat
Cette zone de l'archipel patagon chilien, entre le sud de la Région des Lacs et le détroit de Magellan, connaît un climat de type océanique froid et humide.
Les îles et canaux patagoniens sont soumis à de continuels vents d'ouest et au passage de fréquentes et puissantes perturbations frontales. Ces fronts se forment vers le 60e parallèle sud, à la confluence des masses d'air subtropicales et des masses d'air polaire, où se crée alors une ceinture quasi-permanente de basses pressions.
Ces fronts apportent de grandes quantités de pluie ou de neige. Les précipitations les plus abondantes ont lieu en automne c'est-à-dire de mars à juin dans cet hémisphère. Ainsi, dans l'île de Guarello, ces précipitations sont de l'ordre de 7 300 millimètres en moyenne annuelle, mais elles peuvent atteindre un cumul annuel de 9 000 millimètres.
La couverture nuageuse est importante et les journées dégagées sont rares. L'amplitude thermique est réduite ; l'oscillation annuelle est de 4 °C avec une température moyenne de 9 °C. 
Dans cette zone, le mauvais temps est donc largement prépondérant ; le beau temps y est une exception transitoire.

### Flore
On retrouve de grandes forêts peuplé de Nothofagus betuloides très couramment en Patagonie chilienne et argentine. Il représente l'essentiel des arbres de l'île. Nothofagus betuloides dispose d'un feuillage persistant et vit surtout en basse altitude dans les lieux abrités du vent et sur des sol riches. Sa pousse est donc relativement rapide.  

### Faune
Comme dans l'ensemble de l'archipel, la faune terrestre est réduite sur cette île au climat rude et au relief accidenté ; on peut y rencontrer quelques renards, des rongeurs, des loutres. 
L'île abrite aussi un coléoptère classé par Stephens en 1831 : le Chiasognathus grantii, une espèce de cerf-volant qui se trouve en limite sud de son habitat ; il est protégé par le classement de l'île mais pourrait être menacé par l'extension de carrières de calcaire situées sur l'île voine de Guarello.
Les oiseaux, marins ou côtiers, sont également présents : Trochilidés (colibri) Alcedinidae (martin pêcheur), Turdus (merles), Anatidae (Brassemer cendré, Ouette à tête grise, etc.), manchot, Laridae (mouette, sterne, etc.). 
L'île abrite 8 espèce de poisson d'eau douce. On y a découvert une espèce de poisson d'eau douce en danger d'extinction pouvant mesurer jusqu'à trente centimètre de long : Aplochiton zebra (es). L'érosion de la faune native constatée dans les rivières continentales de Patagonie ne semble pas avoir atteint Madre de dios. Les poissons suivants fréquentent les bras de mer intérieurs et les eaux des côtes de l'océan Pacifique : Centropomus (brochet de mer), pejerrey, Malacanthidae (blanquille). 
Des crustacés ont également été repérés : Lithodes santolla (crabe royal de Patagonie), Mytilidae (moule), Echinoidea (oursin).
Des coraux rouges de l'espèce Errina antarctica (nl) (Gray, 1872) ont été découverts et étudiés dans le canal Copihue, qui marque la séparation entre l'une des péninsules méridionales de l'île Madre de Dios et l'île Tarlton,. Ces coraux rouges, en bonne santé, y forment des récifs de dimension notable.
Dans ce même canal Copihue, a été identifiée l'étoile de mer Patiriella fimbriata (Perrier, 1875), alias Asterina fimbriata (Perrier, 1875).

## Histoire

### Période précolombienne
Depuis environ 6 000 ans, les côtes de cette île à l'instar de nombreuses autres îles des canaux patagoniens, étaient habitées par le peuple kawésqar, en voie d'extinction au début du XXIe siècle[réf. nécessaire].

### Période coloniale
À partir du 1er novembre 1520, avec la découverte du détroit de Magellan, les navigateurs européens remontant vers le nord-ouest dans l'Océan Pacifique passent au large de l'île ; c'est le cas notamment de l'expédition de García Jofre de Loaísa. La plupart de ces pionniers ne s'aventurent pas dans cette partie des chenaux patagons.
Le 11 octobre 1579, le conquistador Pedro Sarmiento de Gamboa accompagné de l’amiral Juan de Villalobos partent de Callao au Pérou sur ordre du vice-roi Francisco de Toledo afin de prendre possession du détroit de Magellan, rencontrer les indigènes et capturer si possible le corsaire anglais Francis Drake. Le 17 novembre 1579, leurs deux navires : la Nuestra-Señora de Espéranza et le San Francisco, atteignent par 49° 9' de latitude sud, une « vaste et profonde ouverture » qu'ils nomment golfe de la Santissima-Trinidad. C'est l'entrée de l'actuel canal Trinidad (es), situé entre l’île Mornington au nord et l'île Madre de Dios au sud, (cf. infra).

### Expéditions scientifiques
Les différentes éditions des expéditions scientifiques qui se déroulent sur l'île Madre de Dios sont appelées Ultima Patagonia.
Composée de roches calcaires, l'île Madre de Dios a subi une karstification intense. L'ablation du calcaire qui y a été mesurée est la plus élevée au monde, elle est de l'ordre de 10 mm par siècle. L'île est réputée pour ses nombreuses grottes qui ont fait l'objet de plusieurs voyages d'exploration au cours des années 2000, 2006, 2008, et 2010. Elle est également remarquable par l'étendue de ses karsts dénudés, semblables d'aspect aux surfaces glaciaires. Ces zones ont été baptisées : « glaciers de marbre ». Localement, elles présentent des formes de relief uniques au monde, en particulier les « comètes de roche », dues à l'attaque hydro-éolienne des surfaces karstiques : des blocs erratiques insolubles déposés sur les tables calcaires lors de la fonte des glaciers les ont protégés des vents dominants, formant des crêtes rocheuses de longueur métrique. Des « champignons de roche », constitués d'un bloc de couverture insoluble ayant protégé de la corrosion un piédestal calcaire pouvant atteindre près de deux mètres de haut, semblables à des cheminées de fées, sont également caractéristiques de ces zones.
En 2006 ont été découverts des peintures rupestres attribuables aux Kawésqars dans la grotte du Pacifique, ainsi que plusieurs sites d'anciens habitats humains. Dans une grotte s'ouvrant en façade maritime, le porche de la Baleine, de nombreux ossements de baleine ont été inventoriés.
Au total, en quatre expéditions, l'association Centre Terre a découvert plus de 200 cavités d'un développement total dépassant les 30 kilomètres. La cavité de la perte du Temps s'étend sur 2650 mètres (plus longue cavité du Chili -hors île de Pâques-) et celle de la perte du Futur descend à 376 mètres de profondeur (gouffre le plus profond du Chili). 
En janvier-février 2017, une nouvelle expédition géographique et spéléologique organisée par l'association franco-chilienne Centre Terre explore la partie nord de l'île et y construit une base scientifique pour les expéditions ultérieures.
L'expédition Centre Terre de janvier-février 2019 a donné lieu à un film retraçant ses principaux résultats scientifiques et ses évènements humains remarquables. 
Cette île n'avait été visitée auparavant de manière régulière que par les autochtones de l'archipel, le peuple nomade Kawésqar (cf. supra), au cours de ses déplacements maritimes en pirogue. Elle est inhabitée, comme la presque totalité des îles de l'archipel de Patagonie.

## Administration et protection
L'île Madre de Dios appartient à la commune de Natales, dans la province de Última Esperanza, région de Magallanes et de l'Antarctique chilien.
Cette île ne fait pas partie de la réserve nationale Alacalufes dont elle est mitoyenne ; cependant elle a été classée « Bien national protégé » (Bien Nacional Protegido) en 2007 par le gouvernement chilien,.
En 2016, les autorités chiliennes locales et nationales ont annoncé leur volonté d'entamer la procédure d'inscription de l'île Madre de Dios au patrimoine mondial.